# Desporto em Macau

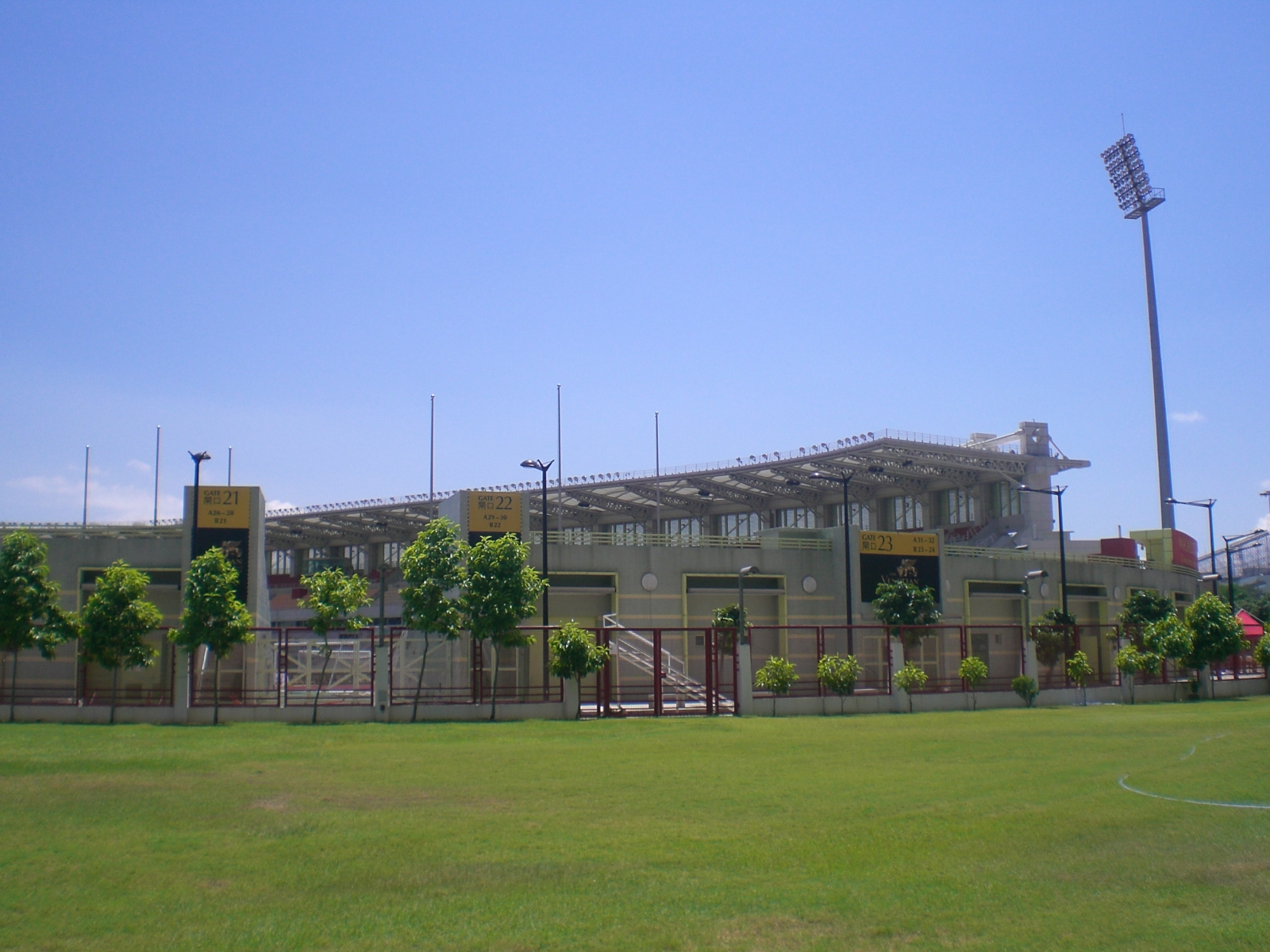
Estádio Campo Desportivo, na Taipa.

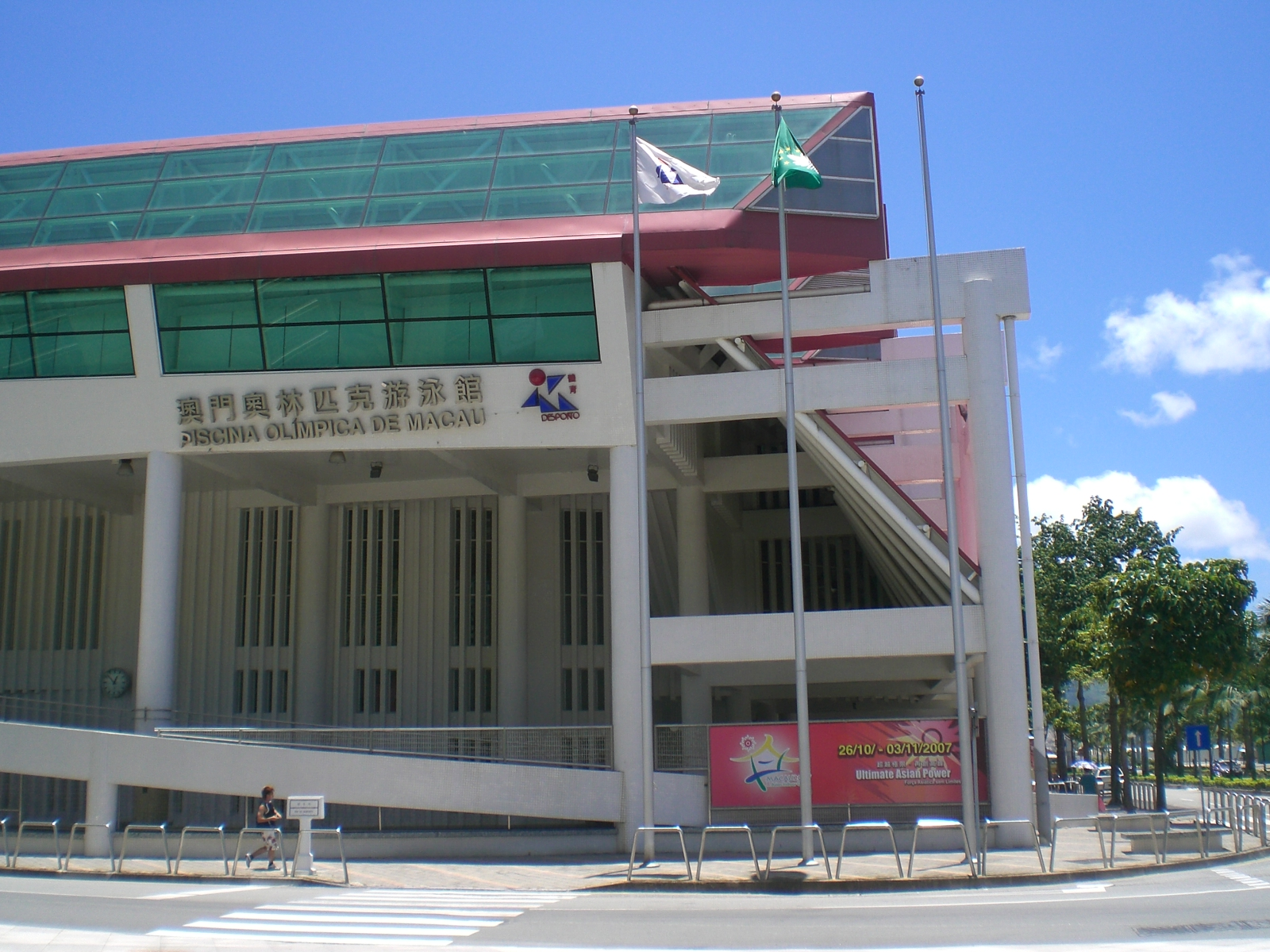
Piscina Olímpica de Macau, localizado na Taipa.

Os residentes de Macau participam numa grande variedade de desportos, entre eles:  futebol, basquete, vôlei, ginástica, natação, tênis de mesa, badminton. O Governo da RAEM, para promover o desporto para todos e divulgar junto da população as vantagens do exercício físico na saúde, organiza muitas actividades e eventos, como por exemplo o Dia de Desporto em Família, o Dia do Desporto para Todos, o Festival Desportivo das Entidades Públicas, o Festival Desportivo das Mulheres de Macau e o Dia Internacional do Desafio. Todos este eventos locais são organizados principalmente pelo Instituto do Desporto, que é o departamento governamental responsável pelo desenvolvimento do desporto em Macau e também pela organização de eventos desportivos internacionais realizados em Macau (exceto o Grande Prémio de Macau, o qual é organizado pela Comissão do Grande Prémio de Macau).
Macau possui muitos campos, pavilhões, centros e instalações desportivas de grande qualidade, destacando-se o Estádio Campo Desportivo e a Piscina Olímpica de Macau, sendo quase sempre abertas para o uso público. Esta região administrativa especial possui também uma rede de trilhos (localizado nas ilhas da Taipa e Coloane), piscinas e praias públicas e um número significativo de parques e jardins (atendendo à reduzida área de Macau), oferecendo à população um lugar para praticarem exercícios matutinos ou para frequentarem por puro lazer.
O futebol é o desporto mais praticado no território e o que tem mais amantes. Dado a existência de poucos campos de dimensões oficiais para futebol entre 22 jogadores (duas equipes) para atender às necessidades do grande número de praticantes locais de futebol, existe em Macau o futebol jogado a 7, ao qual se denominou de "Bolinha", praticado em campos de menor dimensão como o existente no Colégio D. Bosco. Existe em Macau dezenas de associações e clubes de futebol, nomeadamente o Clube Desportivo Monte Carlo. As ligas e grande parte das competições de futebol são anualmente organizadas pela Associação de Futebol de Macau, mas devido à pequena população de Macau (cerca de meio milhão), as ligas profissionais são financeiramente inviáveis. A modalidade de futebol de salão (futsal) é também uma das mais praticadas pela juventude de Macau.
O hóquei em campo e a pelota basca foram outros desportos que tiveram a sua dimensão em Macau, mas que com o tempo se perderam a sua glória e praticamente desapareceram. O hóquei em patins, muito por influência da comunidade portuguesa, ainda prevalece em Macau como uma boa alternativa de desporto para muitos jovens, além de ténis de mesa, badminton, basquetebol e voleibol.
As modalidades relacionadas com artes marciais como o Kung Fu, Karaté, Judo e Taekwondo são muito populares e têm muitos adeptos. A maioria da população mais idosa, principalmente chinesa, opta por praticar Tai Chi, como desporto de manutenção.
Há muitas associações e clubes desportivos em Macau, que freqüentemente organizam eventos desportivos locais ou regionais e competições. Devido à natureza amadora dos desportistas locais, todas as associações e clubes desportivos em Macau são organizados por organizações dependentes dos subsídios governamentais ou patrocínios. A nível regional e internacional, o Governo da RAEM organiza anualmente o Grande Prémio de Macau e organizou em 2005 os 4º Jogos da Ásia Oriental, em 2006 os 1º Jogos da Lusofonia e em 2007 os 2º Jogos Asiáticos em Recinto Coberto.